# Meio ambiente de Israel
A preservação e o desenvolvimento do meio ambiente em Israel tem sido uma das prioridades dos governos daquele país desde a sua independência, em 1948. Em consonância com o desenvolvimento da agricultura, o Estado aplica generosos recursos em pesquisas, com o objetivo de preservar e recuperar o maior número possível de áreas naturais. A preocupação israelense com a preservação da fauna e da flora locais visa a manutenção da exploração sustentável dos parcos recursos naturais possíveis dentro de seu território diminuto e de geografia hostil.

## História

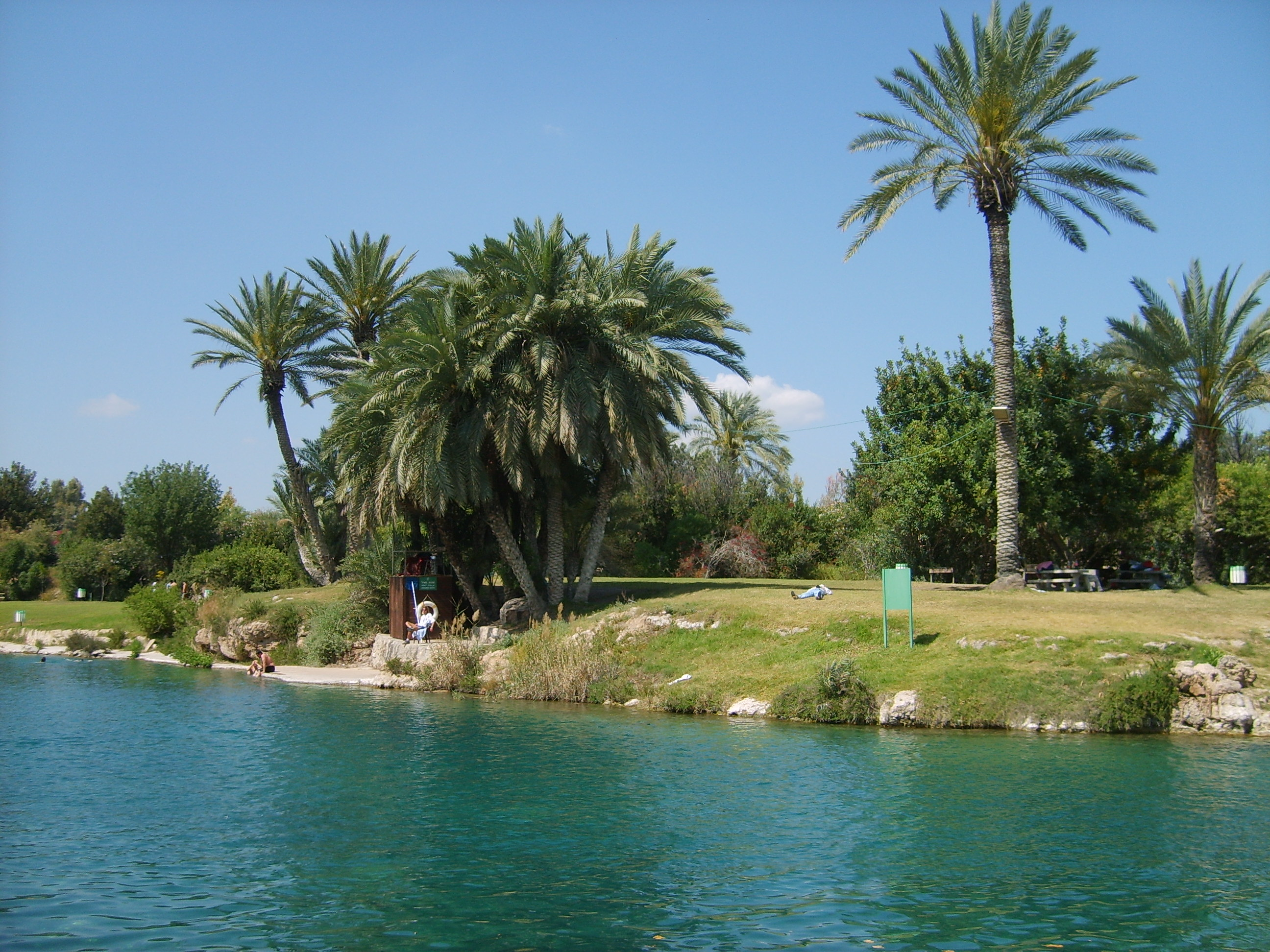
Parque Nacional de Gan HaShlosha

A origem da preocupação israelense com as questões ambientais se confunde com a história do sionismo e das primeiras ocupações judaicas no território da antiga Palestina, ao final do século XIX. Em 1901 foi fundado o Fundo Nacional Judaico (KKL, na sigla em hebraico), durante o 5º Congresso Sionista. Ao adquirirem por meio de compra os primeiros lotes para a construção de fazendas coletivas, os sionistas se depararam com as enormes dificuldades em tornar o solo local cultivável. As características geológicas e climáticas da região praticamente tornavam impossível o cultivo de qualquer espécie. Foi necessário o estudo e a adaptação de inúmeros fatores para que se conseguisse colher os primeiros resultados práticos daquelas ocupações. Isto deu àqueles homens um conhecimento específico das técnicas ali desenvolvidas.
Em 1903, o KKL adquiriu suas primeiras terras: 50 acres em Hadera. Em 1905 foram compradas áreas próximas ao Mar da Galileia e em Ben Shemen, no centro do país.
Foram criadas novas e exclusivas técnicas de recuperação de solo, através da limpeza dos campos rochosos, a construção de terraços, drenagem de pântanos, dessalinização, reflorestamento, contenção de encostas etc. Em pouco tempo, desenvolveu-se uma prática padrão no trato com as terras locais que possibilitou a expansão dos projetos agrícolas e a aquisição de mais e maiores propriedades.
Em 1908 foi cultivada a primeira floresta do KKL: a "Floresta Herzl", em Ben Shemen. Desde então foram plantadas mais de 230 milhões de mudas, o que fez de Israel o único país no mundo que aumentou seu número de árvores na virada do século XX. No início as espécies predominantes eram variedades de pinheiros, porém, nas últimas décadas optou-se por uma maior diversificação, acrescentando-se carvalhos, alfarrobeiras e terebintos. Os cipestres são cultivados nas colinas desmatadas e nas planícies costeiras; o eucalipto, a tamargueira e a acácia azul adaptam-se melhor aos solos salinos dos desertos do Negueve e de Aravá. As árvores enriquecem e conservam o solo, evitando a erosão causada pela água e vento, e por isso ajudam a combater a desertificação. Elas também absorvem o dióxido de carbono, desestimulando o efeito estufa.
Após a independência, com o súbito aumento da população e a necessidade de se desenvolver uma agricultura de exportação, foi criada em 1953 a Sociedade para a Proteção da Natureza em Israel. Seus fundadores foram Azariah Alon e Amotz Zahavi e sua primeira missão foi coordenar a drenagem do Vale do Hula, com vistas à recuperação do solo e evitar a propagação da malária na região.
No entanto, durante os primeiros anos do novo país, cuidou-se apenas das questões diretamente ligadas ao cultivo econômico. Logo, ficou evidente que haveria a necessidade de se zelar também pelas áreas naturais, com o manejo de florestas e bosques visando à recuperação climática e de recursos hídricos.
Em 1988, o governo de Israel criou um Ministério do Meio Ambiente. A decisão refletiu uma mudança na determinação nacional para enfrentar as questões ambientais. Nos últimos anos, Israel iniciou uma nova jornada, dando seus primeiros passos no caminho rumo ao desenvolvimento sustentável – desenvolvimento que satisfaz as necessidades do presente sem comprometer a capacidade das gerações futuras satisfazerem suas próprias necessidades.

## Conservação da Natureza

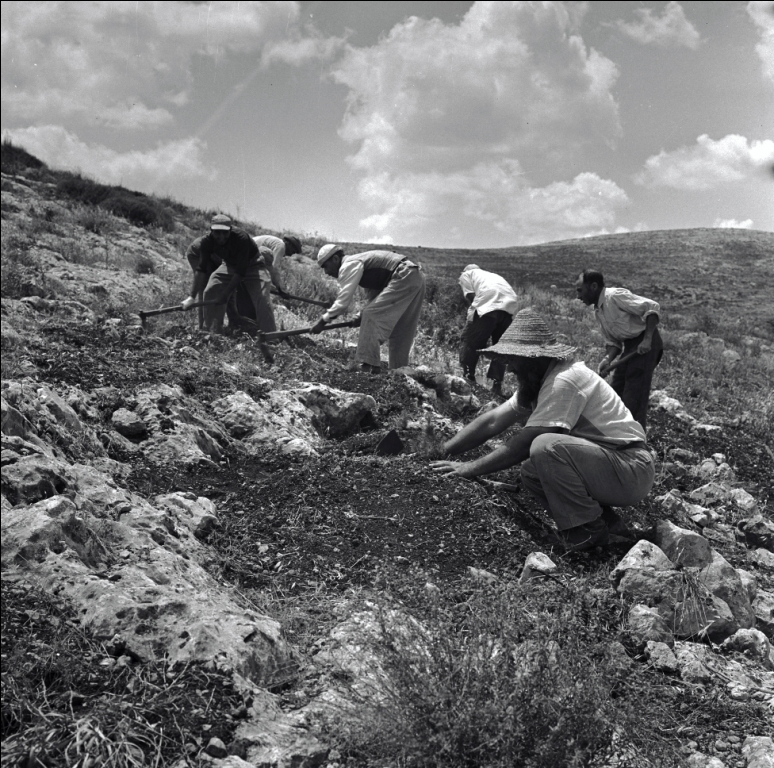
Plantio de mudas de árvores nativas nas encostas das montanhas de Gilboa, nos anos 60.

Apesar de seu território diminuto, há uma vasta gama de condições físicas e uma grande variedade de flora e da fauna em Israel. A localização do país na junção de três continentes, juntamente com as mudanças climáticas ao longo da história desta região, tem sido o grande responsável pela grande diversidade de espécies locais. Essa riqueza biológica é encontrada em cerca de 2.600 espécies de plantas (150 dos quais nativas) e cerca de 1000 espécies animais.
A necessidade de proteção à natureza local levou à promulgação de leis de conservação da natureza e para o estabelecimento de parques ecológicos nacionais, dedicados à proteção dos habitats e recursos da vida selvagem, além de uma política educacional específica. Até o momento foram criadas em todo o país 142 reservas naturais e 44 parques nacionais, abrangendo cerca de 3.500 quilômetros quadrados (de cerca de seis mil quilômetros quadrados de áreas protegidas). Juntos, eles representam todo o espectro do patrimônio natural de Israel – florestas mediterrâneas, paisagens marinhas, dunas, sistemas de água doce, desertos e oásis.
Fora dos limites de reservas naturais, centenas de espécies animais e vegetais foram declaradas "bens naturais protegidos". Foram empreendidas operações de resgate destas espécies, incluindo a criação de estações de alimentação e locais de nidificação.
A localização de Israel na junção de três continentes torna o país uma encruzilhada para diversas aves migratórias. Cerca de 500 milhões de aves – incluindo 85% da população mundial de cegonhas brancas – cruzam os céus israelenses duas vezes por ano em seu caminho para a África no outono e para Europa e Ásia na primavera. Em Latrun, a meio caminho entre Jerusalém e Tel Aviv e no coração da rota migratória ocidental, foi criado um centro internacional de estudos de aves migratórias.

## Recursos Hídricos
A preservação das fontes de água é o maior desafio que Israel enfrenta desde a sua criação. O esgotamento dos recursos hídricos é agravado pela deterioração do ambiente causada pelo crescimento demográfico, industrial e agrícola, bem como pela superexploração dos escassos reservatórios de água doce potável.
A combinação de escassez severa de água, contaminação dos recursos hídricos, áreas urbanas densamente povoadas e o uso excessivo da agricultura irrigada tornou essencial a criação deunidades de tratamento de águas usadas. Conseqüentemente, Israel emergiu como um líder mundial em reciclagem de águas residuais, com mais de 65% do esgoto tratado e reutilizado para fins agrícolas. Em 1993 foi fundada a Administração Nacional de Rios de Israel, para supervisionar a recuperação dos rios nacionais. Doze rios costeiros e dois rios da bacia do leste estão em fase de restauração de acordo com os planos diretores aprovados, que incluem limpezas de conservação do solo e da paisagem e desenvolvimento dos parques ecológicos.
A cidade de Tel Aviv já tem 100% de sua água reaproveitada. O objetivo israelense consiste em estender tal resultado a todas as cidades do país.
Depois de vários anos consecutivos de seca e escassez de água crescente, o governo começou a implementar um plano de gestão de água, com tratamento de efluentes, recuperação de poços contaminados e dessalinização de água salobra e marinha.

## Qualidade do Ar
Em Israel, como no resto do mundo, o rápido desenvolvimento tecnológico, a melhora dos padrões de vida e o aumento da densidade populacional acarretaram em um aumento substancial das emissões de poluentes na atmosfera. O surgimento de instalações industriais nas proximidades dos centros urbanos, juntamente com um aumento dramático no número de automóveis, exacerbou os problemas de poluição do ar em todo o país. As estimativas nacionais de emissões de poluentes atmosféricos têm mostrado que com exceção dos óxidos de enxofre e chumbo, as emissões de poluentes terem aumentado substancialmente.
Israel ampliou seu sistema de monitoramento aéreo nacional, que inclui estações individuais e um centro de controle nacional que fornece informações em tempo real sobre a qualidade do ar em todo o país. Israel está empenhado em cumprir as suas obrigações de redução das emissões de gases de efeito estufa na atmosfera. Um comitê interministerial sobre mudança climática, incluindo representantes de ministérios governamentais relevantes, indústrias e organizações não governamentais, foi criado por decisão do governo no momento da ratificação da Convenção das Nações Unidas sobre Mudança do Clima. A comissão é encarregada de formular a política nacional sobre a redução de gases de efeito estufa e preparar relatórios sobre inventários nacionais de gases de efeito estufa, políticas, medidas e previsões. Embora Israel seja classificado como um país em desenvolvimento sob a Convenção de Mudança Climática, o governo resolveu realizar atividades voluntárias para limitar ou reduzir as emissões de gases de efeito estufa.

## Vida Marinha
A costa de Israel junto aos mares Mediterrâneo e Vermelho está entre os valiosos bens naturais da nação. O enquadramento legal da prevenção da poluição marinha é bem elaborado e executado. Inspetores profissionais realizam ações preventivas em todas as zonas costeiras, como o Golfo de Eilat, o Mar da Galileia e o Mar Morto. Estes inspetores também previnem as violações da lei por navios. Tais políticas levaram a um decréscimo notável no número de derramamentos de petróleo nas últimas décadas.